# César Neira Pérez
César Neira Pérez (nascido em 15 de dezembro de 1979) é um ciclista paralímpico espanhol com classificação C4, 41 títulos nacionais em diferentes modalidades. Participou, representando a Espanha, dos Jogos Paralímpicos de Pequim 2008 e Londres 2012.

## Vida pessoal
Natural de Cadalso de los Vidrios, Madrid, César tem paralisia cerebral.